# Coppa Agostoni 2018
Coppa Agostoni 2018 var den 72. udgave af cykelløbet Coppa Agostoni. Løbet var en del af UCI Europe Tour-kalenderen og blev arrangeret 15. september 2018. Løbet blev vundet af italienske Gianni Moscon fra Team Sky.

## Hold og ryttere
| UCI WorldTeams (4)- UAE Team Emirates - AG2R La Mondiale - Sky - Bahrain-Merida UCI Professionelle kontinentalthold (12)- Gazprom-RusVelo - Direct Énergie - Wilier Triestina-Selle Italia - Androni Giocattoli-Sidermec - WB-Aqua Protect-Veranclassic - Israel Cycling Academy - Caja Rural-Seguros RGA - Delko-Marseille Provence-KTM - Fortuneo-Samsic - Nippo-Vini Fantini-Europa Ovini - Bardiani CSF - CCC Sprandi Polkowice UCI Kontinentalhold (7)- MsTina-Focus - Vorarlberg-Santic - Polartec-Kometa - Lokosphinx - Amore & Vita-Prodir - Sangemini-MG.Kvis - Dimension Data-Qhubeka Landshold (2)- Italien - Schweiz |
| |

## Resultater
| \| Samlede stilling \| Samlede stilling \| Samlede stilling \| Samlede stilling \| Samlede stilling \| \| Rytter \| Rytter \| Hold \| Tid \| \| \| ---------------- \| ----------------- \| --------------------------- \| ---------------- \| ---------------- \| \| 1. \| Gianni Moscon \| Team Sky \| 4t 49' 33" \| \| \| 2. \| Rein Taaramäe \| Direct Énergie \| + 1" \| \| \| 3. \| Enrico Gasparotto \| Bahrain-Merida \| + 23" \| \| \| 4. \| Luca Wackermann \| Bardiani CSF \| + 24" \| \| \| 5. \| Pierpaolo Ficara \| Amore & Vita-Prodir \| + 30" \| \| \| 6. \| Davide Orrico \| Team Vorarlberg-Santic \| + 30" \| \| \| 7. \| Anthony Delaplace \| Fortuneo-Samsic \| + 32" \| \| \| 8. \| Marc Hirschi \| Schweiz \| + 34" \| \| \| 9. \| Ivan Rovnyj \| Gazprom-RusVelo \| + 54" \| \| \| 10. \| Francesco Gavazzi \| Androni Giocattoli-Sidermec \| + 54" \| \| |                   |                             |            |
| |                   |                             |            |
| Kilde: ProCyclingStats |                   |                             |            |
| Samlede stilling |                   |                             |            |
| Rytter | Rytter            | Hold                        | Tid        |
| 1. | Gianni Moscon     | Team Sky                    | 4t 49' 33" |
| 2. | Rein Taaramäe     | Direct Énergie              | + 1"       |
| 3. | Enrico Gasparotto | Bahrain-Merida              | + 23"      |
| 4. | Luca Wackermann   | Bardiani CSF                | + 24"      |
| 5. | Pierpaolo Ficara  | Amore & Vita-Prodir         | + 30"      |
| 6. | Davide Orrico     | Team Vorarlberg-Santic      | + 30"      |
| 7. | Anthony Delaplace | Fortuneo-Samsic             | + 32"      |
| 8. | Marc Hirschi      | Schweiz                     | + 34"      |
| 9. | Ivan Rovnyj       | Gazprom-RusVelo             | + 54"      |
| 10. | Francesco Gavazzi | Androni Giocattoli-Sidermec | + 54"      |